# Egidio di Viterbo
Egidio di Viterbo OSA (ur. w 1470 w Viterbo, zm. 12 listopada 1532 w Rzymie) – włoski kardynał.

## Życiorys
Urodził się w 1470 roku w Viterbo, jako syn Lorenza Antoniniego i Marii del Testy. Wstąpił do zakonu augustianów i podjął studia filozoficzne i teologiczne, z tych ostatnich uzyskując doktorat. Ponadto był poliglotą: znał grekę, hebrajski i chaldejski. W 1507 roku został generałem zakonu. Dwanaście lat później zrezygnował z funkcji i został nuncjuszem apostolskim w Wenecji i Neapolu, gdzie miał namawiać do krucjaty przeciwko Turkom. Następnie pełnił tę funkcję w Perugii i przed Maksymilianem I, gdzie negocjował pokój cesarza z Wenecjanami. 1 lipca 1517 roku został kreowany kardynałem prezbiterem i otrzymał kościół tytularny San Bartolomeo all’Isola. Dwa lata później został legatem w Hiszpanii, gdzie miał nakłaniać do wojny z Turkami. 2 grudnia 1523 roku został wybrany biskupem Viterbo, a 10 stycznia następnego roku przyjął sakrę. W okresie 1524–1530 był łacińskim patriarchą Konstantynopola. W czasie złupienia Rzymu wojska cesarskie zrabowały jego bibliotekę, a Egidio udał się wówczas na roczną emeryturę do Padwy. W 1530 roku został administratorem apostolskim Zadaru, a dwa lata później – biskupem Lanciano. Zmarł 12 listopada 1532 roku w Rzymie.